# إبراهيم بوطالب
إبراهيم بوطالب (31 ديسمبر 1937 - 1 مارس 2022) هو أستاذ وكاتب ومؤرخ مغربي. ولد بمدينة فاس. وتوفي بمدينة الدار البيضاء بعد معاناة طويلة مع المرض.

## مسيرته
ولد إبراهيم بوطالب بمدينة فاس في 31 ديسمبر 1937، وهو أستاذ للتاريخ المعاصر بجامعة محمد الخامس بالرباط، ومدير سابق للمدرسة العليا للأساتذة وعميد سابق لكيلة الآداب بالرباط ورئيس لجمعية الترجمة والنشر «موسوعة المغرب».

## من مؤلفاته
أصدر إبراهيم بوطالب العديد من المؤلفات من بينها:
- تاريخ المغرب.
- بين القومية العربية والجامعة الإسلامية.
- تاريخ العصر الوسيط.
- سبتة ومليلية: تاريخ ووقائع.
- تاريخ المغرب الحديث والمعاصر.
- البادية المغربية عبر التاريخ.
- وقفات في تاريخ المغرب.

## وصلات خارجية
- إبراهيم بوطالب على موقع أرشيف الشارخ.